# روكي خان
روكي خان (بالإنجليزية: Rocky Khan)‏ هو لاعب اتحاد الرغبي نيوزلندي، ولد في 6 مايو 1989 في أوكلاند في نيوزيلندا.